# 袖ケ浦火力発電所
袖ケ浦火力発電所（そでがうらかりょくはつでんしょ）は千葉県袖ケ浦市中袖2-1にあるJERAの天然ガス火力発電所。

## 概要
1974年に1号機が運転を開始、4号機までが建設された。2〜4号機の出力は国内最大規模の100万kWである。

## 発電設備
- 総出力：360万kW（2016年4月1日現在）[1]
- 敷地面積：約100万m2
- 発電方式：汽力発電方式

1号機（2022年4月から長期計画停止中　4月から2023年の2月まで再稼働中）
定格出力：60万kW
使用燃料：LNG
蒸気条件：超臨界圧（Super Critical）
熱効率：43.0%（低位発熱量基準）
営業運転開始：1974年8月
2号機
定格出力：100万kW
使用燃料：LNG
蒸気条件：超臨界圧（SC）
熱効率：43.5%（低位発熱量基準）
営業運転開始：1975年9月
3号機(2023年4月から長期計画停止中7月から再稼働)
定格出力：100万kW
使用燃料：LNG
蒸気条件：超臨界圧（SC）
熱効率：43.5%（低位発熱量基準）
営業運転開始：1977年2月
4号機
定格出力：100万kW
使用燃料：LNG
蒸気条件：超臨界圧（SC）
熱効率：43.5%（低位発熱量基準）
営業運転開始：1979年8月

## 廃止された発電設備

### 緊急設置電源
2011年3月11日の東北地方太平洋沖地震と津波により複数の発電施設が被災し、電力供給力が大幅に低下したため、緊急設置電源が新設された。
電力需給が逼迫した際に稼働していたが、被災火力発電所の復旧等により、2013年3月31日に全て廃止された
。
1号系列ガスエンジン（緊急設置電源）（廃止）
発電方式：ガスエンジン発電方式（内燃力発電）
定格出力：11万2,200kW（1,100kW × 102台）
使用燃料：LNG
営業運転期間：1-1～102号：2011年7月12日 - 2013年3月31日

## 付随施設
発電所内には貯蔵タンクを18基有するLNG基地も建設されており、五井火力発電所及び姉崎火力発電所などへ供給をしている他、近隣の工場に対してLNGの販売も行っている。LNGは東京電力が調達した上で、隣接する東京ガス袖ケ浦LNG基地に気化作業を委託している。

## 接続送電線
- 新袖ヶ浦線(500KV)-新佐原変電所とを結ぶ
- 蔵波線(66KV)-姉崎火力発電所とを結ぶ
- 中袖線(66KV)

## アクセス
- タクシー
  - 長浦駅より約5分